# Cangurul singuratic
Cangurul singuratic este un film românesc din 2014 regizat de Camelia Popa. Rolurile principale au fost interpretate de actorii Alin Panc, Aylin Cadîr.

## Distribuție
Distribuția filmului este alcătuită din:
- Marilena Chelaru
- Alin Panc
- Aylin Cadîr